# Hiro H1H
El Hiro H1H (o Hidrocanoa Tipo 15 de la Armada) fue un hidrocanoa biplano japonés de bombardeo o reconocimiento de los años 20 del siglo xx, desarrollado desde el Felixstowe F.5 por el Arsenal Naval de Hiro para la Armada Imperial Japonesa. Los aviones fueron construidos por Hiro, el Arsenal Naval de Yokosuka y Aichi.

## Diseño y desarrollo
Después de la producción bajo licencia del Felixstowe F.5 para la Armada Imperial Japonesa, la compañía desarrolló una versión mejorada conocida como H1H o Hidrocanoa Tipo 15 de la Armada. El avión fue construido con tres tipos diferentes de motores instalados, el Hidrocanoa Tipo 15-1 de la Armada con casco de madera tenía una mayor envergadura de las alas superiores y el Hidrocanoa Tipo 15-2 de la Armada tenía hélices de cuatro palas. El H1H permaneció en servicio naval de primera línea durante los años 30.

## Variantes
H1H1
Variante propulsada por dos motores W12 Lorraine E de 336 kW (450 hp).
H1H2
Variante propulsada por dos motores W12 Lorraine E de 336 kW (450 hp) o dos BMW VII de 373 kW (500 hp).
H1H3
Variante propulsada por dos motores W12 Lorraine E de 336 kW (450 hp).

## Operadores
Japón
- Servicio Aéreo de la Armada Imperial Japonesa

## Especificaciones (H1H1)
Referencia datos: Illustrated Encyclopedia of Aircraft

### Características generales
- Longitud: 15,1 m (49,6 ft)
- Envergadura: 23 m (75,4 ft)
- Altura: 5,2 m (17 ft)
- Superficie alar: 125 m² (1345,5 ft²)
- Peso vacío: 4020 kg (8860,1 lb)
- Peso cargado: 6100 kg (13 444,4 lb)
- Planta motriz: 2× motor lineal W12 refrigerado por líquido Lorraine 12E.
  - Potencia: 336 kW (463 HP; 457 CV) cada uno.

### Rendimiento
- Velocidad máxima operativa (Vno): 170 km/h (106 MPH; 92 kt)
- Alcance: 14 h 30 min

### Armamento
- Ametralladoras: 

  - 2 de 7,7 mm (una en la cabina de morro, otra a mitad del fuselaje)
- Bombas: Hasta 300 kg

## Aeronaves relacionadas

### Desarrollos relacionados
- Hiro H2H
- Felixstowe F.5

### Aeronaves similares
- Naval Aircraft Factory PN
- Hall PH
- English Electric Kingston
- Supermarine Swan
- Supermarine Southampton
- Saunders A.14
- Supermarine Scapa

### Secuencias de designación
- Secuencia H_H (hidrocanoas de la AIJ (designación corta), Hiro): H1H - H2H - H3H - H4H →
- Secuencia H__ (hidrocanoas de la AIJ (designación corta)): H1H - H2H - H3H - H3K →